# Andrzej Łukasik (psycholog ewolucyjny)
Andrzej Łukasik – psycholog ewolucyjny, doktor habilitowany, profesor w Zakładzie Psychologii Uniwersytetu Rzeszowskiego.

## Przebieg kariery
Andrzej Łukasik ukończył studia psychologiczne w 1986 roku w Uniwersytecie Jagiellońskim, gdzie w 1994 roku obronił pracę doktorską pod kierunkiem prof. dra hab. Edwarda Nęcki. Stopień doktora habilitowanego uzyskał w 2009 roku w Instytucie Psychologii Polskiej Akademii Nauk.

## Publikacje książkowe
1. Ewolucyjna psychologia umysłu (2007). Rzeszów: Wydawnictwo UR.[1]
2. Filogeneza i adaptacyjne funkcje ludzkiej wyobraźni (2008). Rzeszów: Wydawnictwo UR.
3. Ewolucja – mózg – zachowania społeczne (2015). Rzeszów: Wydawnictwo UR[2].
4. The Smal and Big Deceptions. In Psychology and Evolutionary Sciences Perspective (2015). Kwiatkowska, A., Łukasik, A. (Eds). Rzeszów: Wydawnictwo UR[3].
5. Kobiety i mężczyźni. Różnice, podobieństwa.Women and Men. Differences, Similarities (2017, w druku). Łukasik, A., Węgrzyn – Białogłowicz, K., Englert-Bator, A. (Red.) Rzeszów: Wydawnictwo UR ,

## Zainteresowania badawcze
Andrzej Łukasik w swojej pracy naukowej początkowo zajmował się psychologią twórczości. Później rozpoczął badania na polu ewolucjonizmu. Podejmuje w nich problematykę filogenezy procesów poznawczych, zachowań społecznych, związków romantycznych. Obecnie swoje badania prowadzi z perspektywy ewolucyjnej teorii historii życia (life history theory).